# Люхике-Ялг

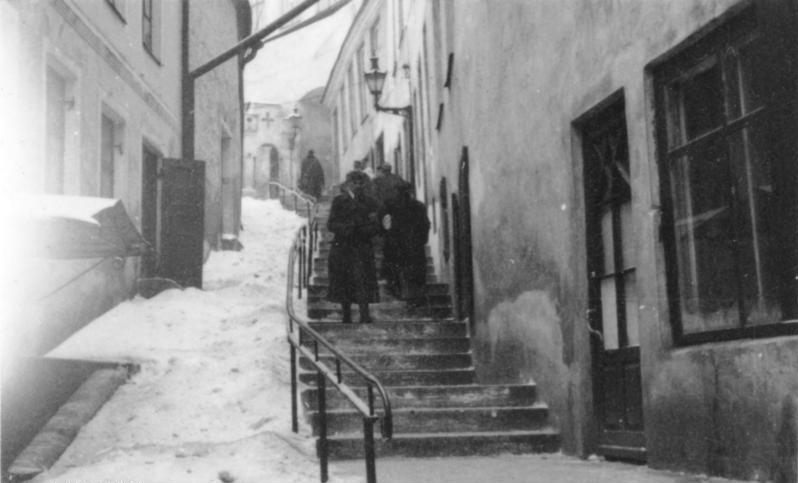
Люхике-Ялг, 1943 год

Лю́хике-Ялг, также Лю́хике-ялг и Лю́хике ялг (эст. Lühike jalg — Короткая нога) — пешеходная улица в историческом районе Старый город столицы Эстонии Таллина, ведущая от улиц Ратаскаэву, Нигулисте и Рюйтли на Вышгород к улице Пикк-Ялг. С Люхике-Ялг есть выход в Сад датского короля. Таким образом, «Короткая нога» связывает верхнюю, рыцарско-дворянскую часть города с нижней, купеческо-бюргерской. Протяжённость улицы — 177 метров.

## Название
Крутой подъём на Тоомпеа — будущая улица Люхике-Ялг — вероятно, появился в 1230-х годах, когда в районе церкви Нигулисте возникло поселение немецких купцов, которым было необходимо по своим делам подниматься из Нижнего города на Вышгород. Высота подъёма составляет более 16 метров. 
В письменных источниках Люхике-Ялг впервые упоминается в 1353 году под названием лат. brevis mons («короткая гора»), в 1371 году как лат. parvus mons («маленькая гора»). В архивных документах, составленных на латыни, также встречается лат. descensus montis ad mare («склон горы в сторону моря»).
С 1428 года известно нижнесаксонское название korter berg («короткая гора»), с 1500 года — korter dombergh («короткая Домская гора»).
Эстоноязычное название улицы закрепилось благодаря Антону Тор Хелле (1732) как lühhike jalg (в качестве немецкого он приводит der kurtze Dohmberg, «короткая домская гора»). Официальное эстонское название до 1939 года — Lühike jalg, с 10 ноября 1939 — Lühijalg, и с 8 июля 1966 снова Lühike jalg.
Официальным немецким названием в XX веке было Kurzer Domberg, а русскоязычное название начала XX века — Малый Вышгородскій подъемъ.

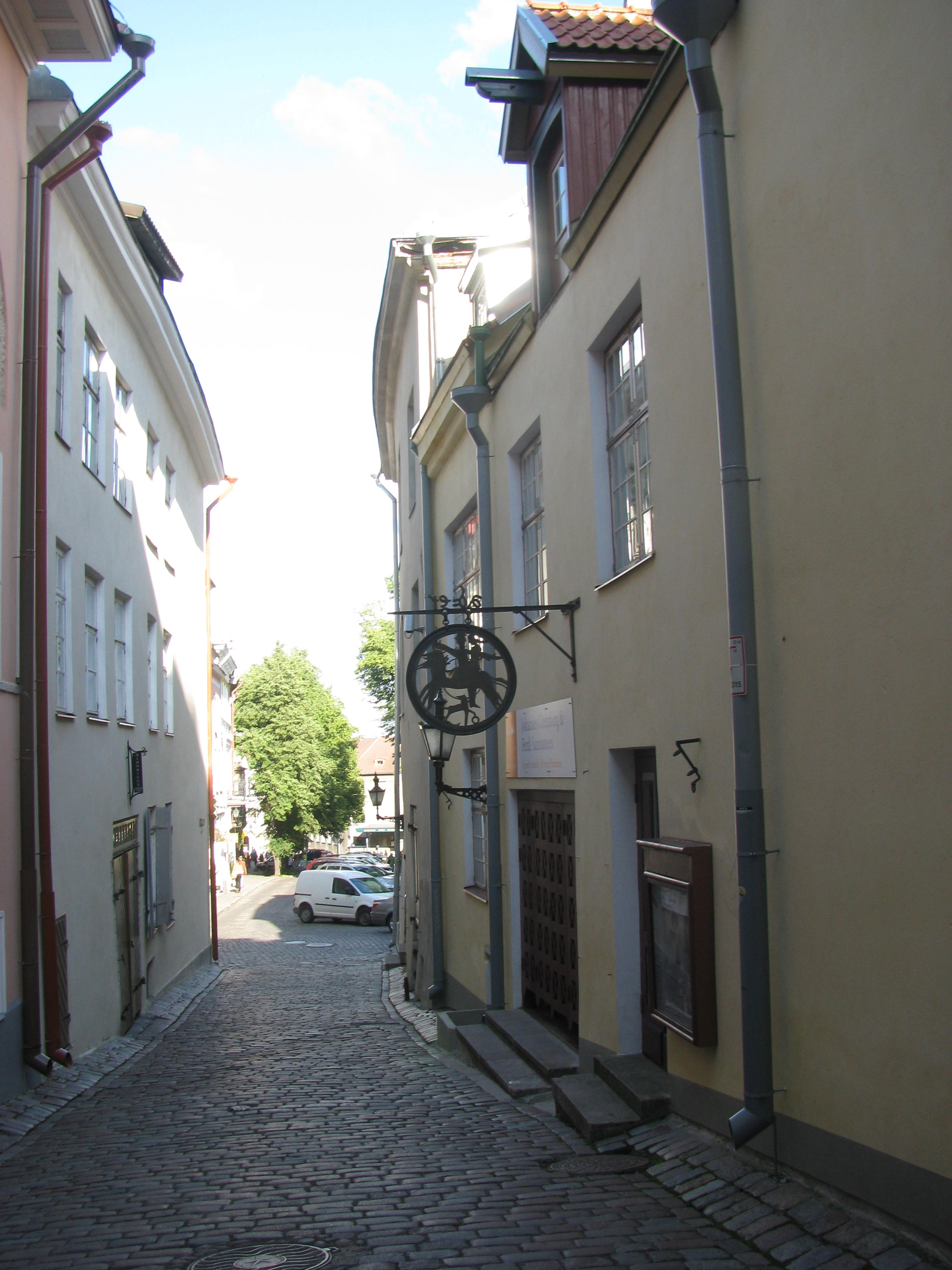
Музей Адамсон-Эрика, 2012

Из-за двух ног разной длины — Люхике-Ялг (короткая нога) и Пикк-Ялг (длинная нога) — Таллин иногда называют «хромым городом».

## История
До возникновения улиц Фальги и Команданди теэ Люхиге-Ялг вместе с Пикк-Ялг были единственными путями, соединявшими Нижний город и Вышгород.
На пересечении улиц Люхике-Ялг и Пикк-Ялг находится одна из двух сохранившихся в Старом городе надвратных башен — возведённая в середине XV века надвратная башня Люхике-Ялг, которая запиралась со стороны Нижнего города и служила защитой для бюргеров, живших внизу, от произвола рыцарства и дворян Вышгорода.

### Мясные ряды
На улице в средние века располагались лавки мясников (среди которых были также и эстонцы). Мясные ряды находились в распоряжении магистрата, и арендная плата была очень высокой. Кроме того, ежегодная подать отчислялась комтуру замка Тоомпеа — её с мясных рядов взимал орденский сборщик налогов.
Магистрат был заинтересован в обеспечении рентабельности этих заведений, ограждая мясников от конкуренции. Одной из таких мер стало введение магистратом в 1394 году устава для организации мясников. Наличие устава являлось привилегией, которая должна была гарантировать выполнение членами цехов своих налоговых обязательств. Объединение мясников получило устав (шраг) одним из первых в городе.

## Музей Адамсон-Эрика
В нижней части улицы сохранился средневековый дом, в котором ныне расположен музей эстонского художника Адамсон-Эрика. Само здание упоминается в грамотах ещё в 1542 году и за многовековую историю радикально перестраивалось. Крепостная книга этого дома хранит записи о слесарной и медной мастерских, находившихся там в средние века. В последние столетия в доме № 3 располагались квартиры, a ещё в начале XX века во внутреннем дворе была кузня, где подковывали лошадей.
B 80-е годы XX века здание было отреставрировано в барочном стиле, и в 1983 году в нём открыли музей выдающегося эстонского живописца и прикладника Адамсон-Эрика. Эстонский художественный музей получил в дар от Марии Адамсон, вдовы художника, около тысячи произведений искусства в разных жанрах. Для экспонирования коллекции был создан один из первых филиалов ЭХМ. Непосредственно с этим домом при жизни xудожник не был связан, поэтому в музее биографическая часть широко не освещается. В залах второго этажа размещена постоянная экспозиция, дающая обзор творческого наследия художника. На первом этаже, в подвальных помещениях и летом во внутреннем дворике, проходят сменные выставки.

## Церемония открытия ворот в День города
Ежегодно 15 мая, в День города Таллина, согласно средневековой традиции, проходит «церемония стучания».
Премьер-министр в роли «комтура Тоомпеа», резиденция которого располагается в верхней части города, стучится в закрытые ворота башни на улице Люхике-Ялг и просит впустить его в Нижний город. После чего мэр стуком отвечает с другой стороны ворот, отпирает их и вместе с премьером спускается в Нижний город приветствовать народ.